# Senia R7
El FAW Senia R7 és un CUV subcompacte produït a Jilin pel fabricant d'automòbils xinès Senia, filial de FAW Group.
El crossover de cinc places Senia R7 va ser fabricat per FAW-Jilin, una filial de FAW amb seu a la província de Jilin. El CUV és gairebé idèntic al Besturn X40 introduït posteriorment, ja que es basa en la mateixa plataforma.
El FAW Senia R7 ha tingut quatre noms de diferents marques de FAW durant el seu procés de desenvolupament, que són FAW R020, FAW R20 i Junpai D80.
El sistema de propulsió del Senia R7 ofereix una opció de motors turbo de 1,6 litres i 1,5 litres, amb una potència màxima de 116 CV i 150 CV, respectivament. Els motors estan acoblats a una transmissió manual de 5 velocitats o una transmissió automàtica de 6 velocitats.